# Karolina Arewång-Höjsgaard
Karolina Arewång-Höjsgaard (12 de marzo de 1971) es una competidora de orientación sueca. Ganó el Campeonato Mundial de Orientación de Larga Distancia de 2004, y tiene medallas de plata de 2003 (Larga distancia) y 2004 (Sprint). Es Campeona del Mundo de Relevos desde 2004, y tiene medallas de plata en 2003 y 2006, y una medalla de bronce en 2005, como miembro del equipo sueco.
Karolina Arewång-Höjsgaard es Campeona de Europa desde 2004 (Relevo). Ganó Tiomila en 2000, 2005 con su club Domnarvets GoIF.